# Napal Melintang (Limun)
Napal Melintang is een bestuurslaag in het regentschap Sarolangun van de provincie Jambi, Indonesië. Napal Melintang telt 723 inwoners (volkstelling 2010).